# Feldflasche M31

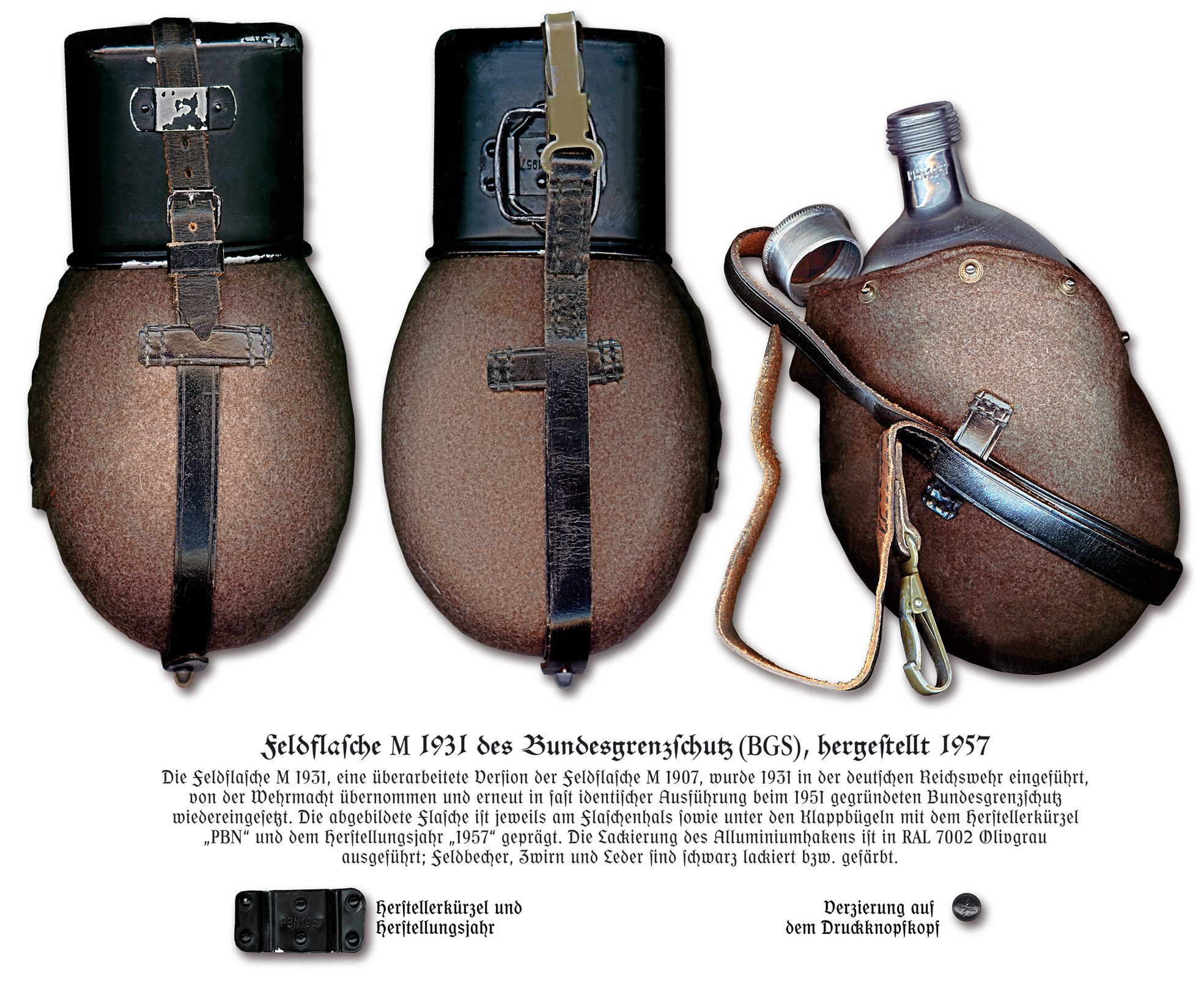
Feldflasche M31

Feldflasche M31 (dosł. polowa butelka) – niemiecka manierka wprowadzona na wyposażenie wojska w 1931 r. Podstawowa manierka Wehrmachtu w czasie II wojny światowej. Część ekwipunku niemieckiego żołnierza.

## Opis przedmiotu
W pierwotnej wersji, składała się z aluminiowej butli o pojemności 0,8 litra, filcowego pokrowca w kolorze piaskowo-brązowym, zielonych i szarych, kubka (aluminiowego lub bakelitowego) i troka przytrzymującego kubek. Pokrowiec filcowy pełnił funkcję termoizolacyjną, chronił zawartość przed zamarzaniem, a po zwilżeniu chłodził. Możliwe było zdjęcie pokrowca do uprania lub wymiany poprzez rozpięcie trzech zatrzasków umieszczonych w lewej górnej części pokrowca i wyjęciu przez powstałą szczelinę. Kubek aluminiowy można było stosować jako małą menażkę, a paski i karabińczyk umożliwiały solidne i wygodne przymocowanie do chlebaka bądź pasa. Kubek początkowo malowano na kolor czarny, a od kwietnia 1941 r. na oliwkowozielono. Wcześniejsze modele nie miały kubka.
W toku produkcji, głównie z powodów oszczędnościowych, wprowadzano jej kolejne modyfikacje. Przykładowo: wykonując butle również ze stali (także emaliowanej), ciemnobrązowej lub brązowej mieszanki plastykowej, stosując zakrętki aluminiowe lub bakelitowe, kubki wykonane z aluminium, stali, bakelitu, pokrowce z filcu lub innych tkanin, paski ze skóry lub taśmy parcianej.
Ponadto istniały wersje Feldflasche M31 o zwiększonej pojemności: litrowa - dla jednostek górskich, oraz półtoralitrowa - dla sanitariuszy wyposażona w pasek naramienny. Opracowano również wersję tropikalną, potocznie nazywaną kokosem, której butla była pokryta specjalną warstwą izolacyjną z tworzywa sztucznego.